# Человек по имени Лошадь
«Человек по имени Лошадь» (англ. A Man Called Horse; другой вариант перевода — «Человек по имени Конь») — американский вестерн 1970 года режиссёра Эллиота Силверштейна с Ричардом Харрисом в главной роли. Экранизация одноимённой новеллы Дороти М. Джонсон, впервые опубликованной в 1968 году в книге Страна индейцев англ. Indian Country.

## Сюжет
В 1821 году на приехавшего в Америку британского аристократа Джона Моргана и сопровождающих его людей нападает отряд племени сиу во главе с вождём Жёлтой Рукой. Всех, кроме Моргана, убивают, а его самого берут в плен. Индейцы унижают его и считают за животное, а вождь метит его как свою лошадь. Он становится его рабом и помогает по хозяйству Голове Бизонихи, матери Жёлтой Руки. После неудачной попытки бежать он знакомится с прикидывающимся местным дурачком Батисом, находящимся в их плену уже пять лет. Он хромает на одну ногу, так как уже пытался бежать, и ему перерезали сухожилие, но не оставляет надежду покинуть племя. В дальнейшем он становится большим другом и переводчиком Джона, помогая ему в общении с людьми.
В это время Чёрному Орлу, которого даже называли «вождь № 2», отказывают выдать за него Бегущую Лань, сестру вождя. Тот, разгневанный, уходит. Доверие к Джону со стороны вождя и его семьи возрастает, его даже пускают зимой в типи, спасая от неминуемой смерти на морозе. Постепенно между ним и Бегущей Ланью зарождается чувства, но он не может жениться на ней из-за своего низкого положения. Но вскоре у него появляется шанс исправить это положение: на племя пытаются напасть двое индейцев, под угрозой находятся жизни детей. Джон убивает их и, пересилив своё отвращение, снимает с одного из них скальп. В племя он возвращается героем. Джон предлагает в качестве выкупа Бегущей Лани двух добытых им лошадей. Вождь соглашается, но с условием, что ему необходимо пройти обряд инициации. Во время церемонии он говорит, что раньше считал их, индейцев, дикарями, но сейчас не делает различия между ними и другими людьми. Выдержав испытание и получив индейское имя Лошадь, Джон становится мужем Бегущей Лани.
На следующий день становится известно, что Чёрный Орёл увёл у Жёлтой Руки жену. Вождь вынул пояс ярости, означающим, что он ни в чём не отступится, чтобы защитить свою честь. Войны не избежать. Батис по этому поводу сказал, что это даже хорошо, ведь это отличный шанс сбежать, на что Джон со злостью ответил: «Пять лет ты прожил здесь и ничего не узнал про этих людей. Их смерть значит для тебя всего лишь возможность бежать!»
Спустя несколько месяцев на племя нападает враждебное племя шошонов. Нападением руководит Чёрный Орёл. После гибели Жёлтой Руки Джон принимает командование обороной. Сиу побеждают, убиты вождь шошонов и Чёрный Орёл, но среди погибших есть и Батис, и беременная Бегущая Лань. Оставшуюся одной Голову Бизонихи, чтобы та не погибла во время зимы, Джон признаёт своей матерью. Та вскоре умирает. Оставшись один, Джон Морган покидает деревню и возвращается домой.

## В ролях
- Ричард Харрис — Джон Морган
- Коринна Тсопей — Бегущая Лань (дебют в кино)
- Жан Гаскон — Батис
- Джудит Андерсон — Голова Бизонихи
- Ману Тупоу — Жёлтая Рука
- Эдди Литтл Скай — Чёрный Орёл
- Джеймс Гэммон — Эд
- Даб Тэйлор — Джо
- Уильям Джордан — Бент

Также в съёмках принимали участие настоящие индейцы племени сиу Rosebud из Южной Дакоты.

## Производство
Для церемонии посвящения в сиу, в которой актёра Ричарда Харриса подвешивают за прорезанные через грудь булавки, гримёр Джон Чемберс создал протез груди.

## Сиквелы
Были сняты два продолжения, главную роль в которых вновь исполнил Ричард Харрис:
- Возвращение человека по имени Лошадь (1976)
- Триумфы человека по имени Лошадь (1983)

## По отношению к культуре индейцев
Повествование в фильме ведётся с нейтральной позиции, не принимая сторон ни белого человека, ни американских индейцев, но охватывая культуру последних, давая представления об их повседневной жизни и ритуалах (в том числе и о Пляске Солнца), основанных на исторических документах и записях.
Однако некоторые индейские общественные деятели критиковали киноленту. Например, Баффи Сент-Мари заявила: «Даже так называемые „достоверные“ фильмы, как „Человек по имени Лошадь“, — это самые „белые“ фильмы, которые я когда-либо видела». Вайн Делория-младший сказал: «Как мы знаем благодаря таким картинам, как „Человек по имени Лошадь“, чем более „точным“ и „достоверным“ фильм провозглашается, тем более причудливо в нём могут быть отражены те или иные "характерные" черты индейцев».